# Budismo en España

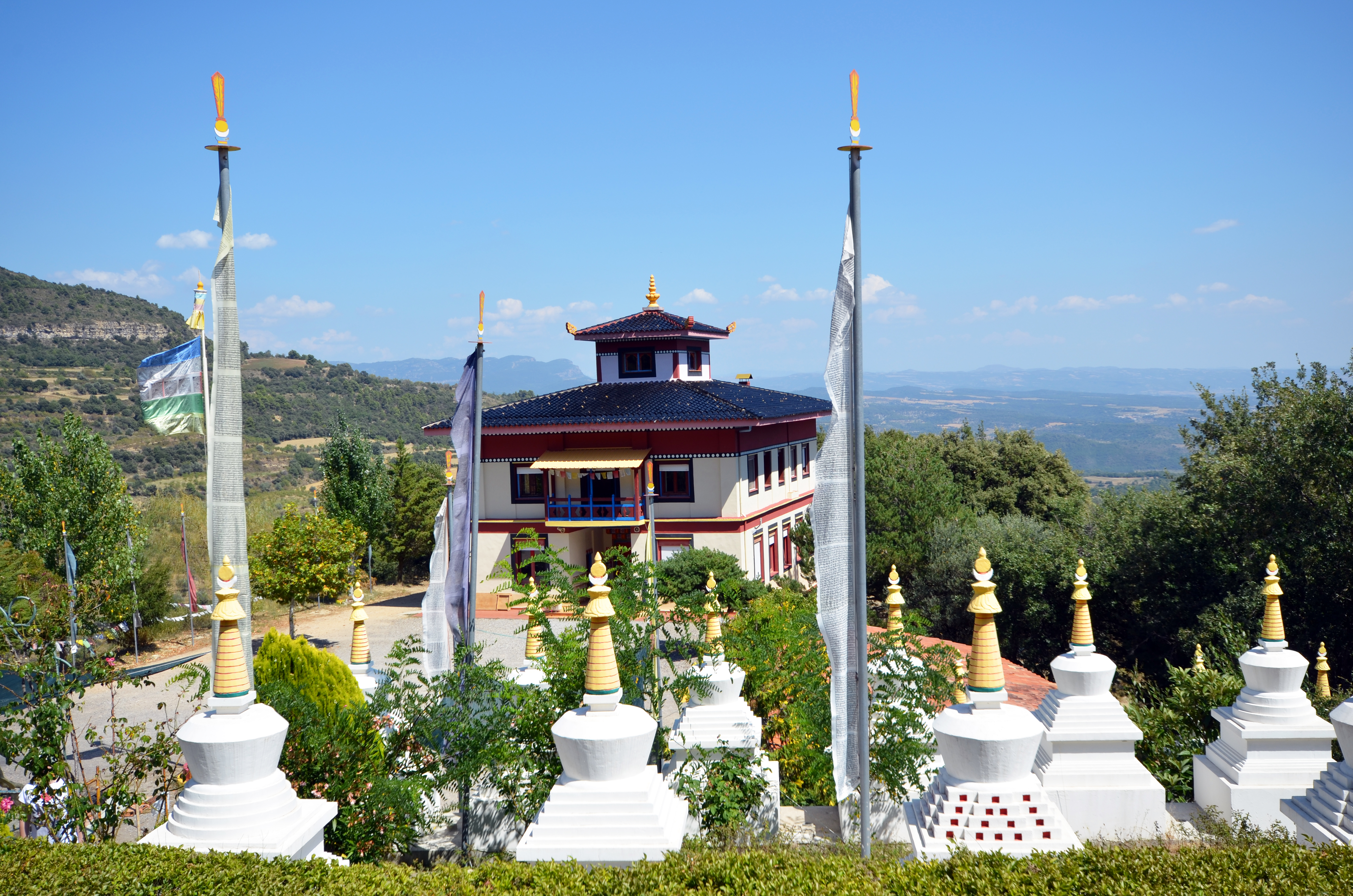
Templo budista Dag Shang Kagyü, en el Pirineo aragonés.

El budismo en España comenzó a tener presencia finales de los años 1970, traído desde otras partes de Europa, especialmente de Francia. A pesar de su corta historia en el país, en 2007 el budismo fue reconocido como confesión religiosa de notorio arraigo, obteniendo consideración oficial. Este reconocimiento supone su equiparación con las religiones de mayor implantación a efectos jurídicos, políticos y administrativos.
Las primeras escuelas en el país fueron Zen (del budismo Mahāyāna) y Kagyu (linaje del budismo tibetano), siendo además las que más presencia tienen en el país. En 2013 se estimaron alrededor de 40.000 practicantes registrados en los diferentes centros budistas repartidos por todo el país, a lo que se suman un número desconocido de seguidores no-practicantes.
La mayor parte de las tradiciones budistas están representadas frente al Estado por la Unión Budista de España, Federación de Entidades Budistas de España (UBE-FEBE), fundada en Madrid en 1991.

## Historia

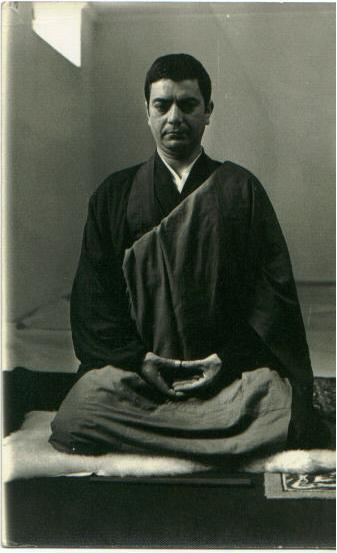
El monje Reizan Shoten (n.e. Antonio Sánchez Orellana), pionero y decano del zen en España, fundador del primer centro budista del reino europeo en 1977.

Los españoles entraron en contacto con budistas japoneses cuando algunos misioneros jesuitas se establecieron en Japón y China en el S XVI . Por entonces san Francisco Javier y algo después el superior de la misión en Japón, Cosme de Torres, escribieron algunos informes dando cuenta de la nueva religión descubierta y sus sacerdotes, los bonzos. Afirman que es «religión predominante» y señalan algunas de sus características como las largas meditaciones de los monjes zen y lo endiabladamente difícil que resultaba «refutar sus argumentaciones». 
El budismo denomina a sus seguidores «estudiantes de dharma» o simplemente, «estudiantes», y a sus lugares de reunión «centros de estudio». En España el primer centro de estudios abrió en 1977 en Barcelona y pertenece a un linaje Kagyu- Karma Kagyu- del Budismo Tibetano, promovido por el maestro Akong Rimpoche. En la primavera de 1977 el monje budista zen Reizan Shoten (Antonio Sánchez Orellana) discípulo de Taisen Deshimaru, primer monje budista llegado a España y desde entonces Decano del zen, inició el budismo práctico con la apertura del primer Doyo Zen en Sevilla y también en España, (ver el libro El Budismo en España, Fco. Díez de Velazco-Ref páginas 45y46), representó al budismo en el Ministerio de Justicia durante la elaboración del artículo 16 de la Constitución sobre las libertades religiosas consiguiendo la inclusión del término «y comunidades», posteriormente creó la Misión Zen España que aun perdura (ver pag. Web Mision Zen España). En 1977 llega también a Ibiza el lama Thubten Yeshe quien impulsa la creación de centros de las tradiciones más importantes como la Zen, Theravāda o el budismo tibetano en numerosos lugares de España como Alicante, Baleares, Barcelona, Madrid, Valencia y Granada entre otras.
Posteriormente se fueron creando monasterios, templos y centros de retiro en lugares escogidos generalmente alejados de las grandes ciudades para favorecer el recogimiento como Dag Shang Kagyü, uno de los más importantes de España y del que dependen más de diez centros fundado en 1984 en la provincia de Huesca.
Entre los más importantes maestros zen españoles destacan Dokushô Villalba (fundador de la Comunidad Budista Soto Zen en España y del Templo Luz Serena) y Denkō Mesa (presidente espiritual de la Comunidad Budista Soto Zen Canaria y primer laico reconocido como maestro de budismo zen de Europa).

## Budistas en España
Se estima que en España hay unos 40.000 budistas registrados en los centros de estudio, unos 65.000 practicantes y sumando quienes simpatizan con el budismo su número alcanzaría los 300.000.

## Monasterios y centros budistas en España
- Centro Budista Sakya, Pedreguer, Alicante
- Centro budista Sakya Drogon Ling, Denia, Alicante
  - Centro de budismo Vajrayana de tradición tibetana y fundada en 1996
- Monasterio budista Sakya Tashi Ling, Sitges, Barcelona
- Centro budista Samye Dzong Barcelona, Barcelona
- Centro de meditación Casa Virupa, Tavertet junto el pantano de Sau, Barcelona
- Monasterio El Olivar del Buda, Sierra de Gata, Cáceres
- Monasterio budista de Castellón Sakya Tashi Ling, Vall d’Alba, Castellón
  - Es hermano del monasterio de Sitges en Barcelona
- Monasterio Samye Dechi Ling, Santa Coloma de Farners, Gerona
- Centro de meditación Tushita, Arbucias, Gerona
- Centro Budista O Sel Ling, Alpujarra granadina, Granada
- Centro Budista Dag Shang Kagyu, Graus, Huesca
  - Círculo Niguma
- Centro Chökhorling, Murcia
- Monasterio Universidad Chup Sup Tsang, Ventoselo (San Amaro), Orense
- Templo Zen Seikyuji, Morón de la Frontera, Sevilla
- Templo zen Luz Serena, Casas Del Río, Valencia
- Templo zen Shorin-ji, Villanueva de la Vera, Cáceres
- KMC Madrid ─ Centro de Meditación Kadampa. La Sierra, El Boalo, Com. Madrid
  - Es hermano de Centro de meditación Kadampa, Malasaña, Madrid
- Budismo Tibetano Thubten Dhargye Ling, Madrid
- Centro Budista Camino del Diamante, Madrid
- Centro Budista Vajrayana, Madrid
- Centro de meditación Kadampa, Malasaña, Madrid
- Centro Budista Camino Del Diamante, Las Palmas de Gran Canaria, Cabildo Insular de Gran Canaria
- Centro Budista Kagyu Shedrub Chöling, Las Palmas de Gran Canaria, Cabildo Insular de Gran Canaria
- Ghe Pel Ling Canarias, Adeje, Cabildo Insular de Tenerife
- Centro Budista Camino del Diamante Mallorca, Palma de Mallorca
- Meditación Kadampa Mallorca, Palma de Mallorca
- Centro Lama Tsongkhapa, Palma de Mallorca
- Centro Zen Palma, Palma de Mallorca
- El Jardín del Dharma, Palma de Mallorca
- Rigpa Mallorca, Palma de Mallorca
- Zendo Gudo, Badajoz
- Centro Budista De San Lorenzo, San Juan Bautista
- Centro Budista Tibetano Ganden Choeling Menorca, Mahón
- Centro Budista Ganden Choeling Menorca, Mahón
- Centro Budista Kadampa Heruka, Alicante

## Ramas y comunidades budistas legalizadas en España
- Círculo Niguma
- Comunidad Budista Arya Marga Sangha
- Comunidad Budista Gangchen
- Comunidad Budista Interser
- Comunidad Budista Palpung
- Comunidad Budista Soto Zen
- Asociación Zen Taisen Deshimaru
- Comunidad Budista Zen Luz del Dharma
- Comunidad Budista Triratna
- Comunidad para la Preservación de la Tradición Mahayana
- Dag Shang Kagyu
- Dogen Sangha
- El Olivar Del Buda
- Federación Budista Mahayana Thubten Thinley
- Kagyu Samye Dzong
- Nyingma Tersar
- Sakya Tashi Ling
- Shambhala
- Soka Gakkai de España
- Tara Centro Budista de la Tradición de S.S. El dalái lama
- Templo Soto Zen Seikyujl
- Thubten Dhargye Ling
- Tradición Budadharma Zen Soto
- Yun-Hwa
- Zen Kannon Comunitat Budista